# Universiteit van Newcastle (Australië)
De Universiteit van Newcastle (UoN) is een Australische openbare universiteit opgericht in 1965. De hoofdcampus ligt in de buitenwijken van Newcastle in New South Wales, maar de universiteit heeft ook campussen in Newcastle City, Sydney CBD, Orange, Tamworth, Central Coast, Port Macquarie en zelfs Singapore.

## Geschiedenis
In 1949 werd het Newcastle Teachers College opgericht in de stad. Twee jaar later werd dit het Newcastle University College, en was dit onder de academische supervisie van de New South Wales University of Technology, de toenmalige naam van de Universiteit van New South Wales. De instelling groeide, en lobbyde in de jaren vijftig en zestig om een onafhankelijke instelling te worden wat na de goedkeuring van de University of Newcastle Act 1964 door de overheid in januari 1965 ook zich realiseerde.
De groei maakte dat een nieuwe campus zich opdrong. Die werd vanaf 1966 gebouwd zo'n 10 km ten westen van het stadscentrum op een stuk land aangeduid als Shortland. De campus en de omliggende bewoning is tegenwoordig een aparte wijk van de stad, Callaghan, genoemd naar Sir Bede Callaghan (1912–1993), voorzitter van de universiteit van 1977 tot 1988.

## Studenten en studierichtingen
Aan de universiteit studeerden in 2018 36.677 studenten, verspreid over vijf faculteiten: "Engineering and Built Environment", "Health and Medicine", "Science", "Business and Law" en "Education and Arts". Die studenten hadden 114 verschillende nationaliteiten, de universiteit had in 2018 7.221 buitenlandse studenten.
De instelling is lid van de Association of Commonwealth Universities (ACU), de Association to Advance Collegiate Schools of Business (AACSB) en Universities Australia.